# Le Ruisseau (film, 1938)
Pour les articles homonymes, voir Le Ruisseau.
Pour plus de détails, voir Fiche technique et Distribution.
Le Ruisseau est un film français réalisé par Maurice Lehmann et Claude Autant-Lara, sorti en 1938.

## Synopsis
Lorsque Paul, un officier, découvre, à bord de son navire, Denise, une jeune orpheline échappée de son orphelinat, il profite de sa naïveté pour la séduire avant de se raviser et de l'envoyer vivre avec sa mère tandis qu'il navigue. Décidée à empêcher le mariage de son fils, pour qui elle a de hautes ambitions, avec une orpheline, la mère, qui dirige une revue, dénonce la jeune fille. De nouveau échappée de l'orphelinat, Denise n'a d'autre choix que de devenir entraîneuse sous la houlette de Ginette, une prostituée au grand cœur. Lorsque Paul refait surface, la jeune orpheline n'est, cette fois, pas loin de la prostitution. Il se détourne d'elle lorsque le comte Édouard de Bourgogne, un déclassé que la mère de Paul a pensé acheter pour lui faire reconnaître son fils, va prendre les choses en main…

## Réplique
« Il me plaît bien ce vieux-là ! Il est faisandé, mais il a de la branche. »

## Fiche technique
- Titre original : Le Ruisseau
- Réalisation : Maurice Lehmann et Claude Autant-Lara
- Scénario : Jean Aurenche, d'après la comédie en trois actes homonyme de Pierre Wolff, parue dans L'Illustration no 59, Paris, 19 mai 1907, 32p.
- Dialogues : Michel Duran
- Musique : Vincent Scotto
- Chanson : « Dans le ruisseau », de Tiarko Richepin (musique) et Léo Lelièvre et Maurice Dormel (paroles), interprétée par Françoise Rosay
- Décors : René Renoux
- Photographie : Michel Kelber
- Cameraman : Philippe Agostini
- Son : Robert Yvonnet
- Montage : Victoria Posner
- Production : Maurice Lehmann
- Société de production : Productions Maurice Lehmann
- Société de distribution : Les Distributeurs Français
- Pays d'origine :  France
- Langue originale : français
- Format : Son mono  - Noir et blanc — 35 mm — 1,37:1
- Genre : drame
- Durée : 100 minutes
- Date de sortie :
  - France : 29 octobre 1938
- Affiche : Roger Rojac (France)

## Distribution
- Françoise Rosay : Régina Berry
- Paul Cambo : Paul
- Michel Simon : le comte Édouard de Bourgogne, dit l'Escargot
- Gaby Sylvia : Denise
- Bernard Blier : le chauffeur de taxi
- Ginette Leclerc : Ginette
- Georges Lannes : Ricardo
- Yves Deniaud  : le garçon de cabaret
- Léon Bary
- Pierre Nay
- Yvonne Legeay
- Louis Florencie
- Serge Nadaud
- Hugues de Bagratide
- Robert Ozanne
- Palmyre Levasseur : la bonne
- Jeanne Lion
- Yvonne Yma
- André Noël
- La Houppa